# Hideo Kitaoka
Hideo Kitaoka – japoński zapaśnik w stylu klasycznym. Brązowy medal na mistrzostwach Azji w 2008 roku.